# فرانسوا دو لاروشفوکو
فرانسوا دو لاروشفوکو (انگلیسی: François de La Rochefoucauld, Marquis de Montandre؛ سپتامبر ۱۶۷۲ – ۱۱ اوت ۱۷۳۹) نظامی بریتانیایی بود که به عنوان پناهنده هوگنوت به انگلستان آمد. پس از خدمت به عنوان افسر جزء در طول جنگ ویلیامیت در ایرلند، به او فرماندهی هنگ پیاده نظام فرانسیس دو کامبون داده شد و هنگ خود را در کشورهای سفلی در طول جنگ نه ساله رهبری کرد. او همچنین در محاصره باداخوس و در نبرد آلکانتارا در طول جنگ جانشینی اسپانیا جنگید. او به عنوان سرلشکر مهمات در ایرلند نیز خدمت کرد.